# FC Aarau
FC Aarau este un club de fotbal elvețian din Aarau, care evoluează în prezent în Superliga Elvețiană.

## Palmares
- Superliga Elvețiană: 1912, 1914, 1993
- Cupa Elveției: 1985
- Cupa Ligii Elveției: 1982

## FC Aarau în Europa
| First Leg Date     | Second Leg Date    | Competition                       | Opposition               | First Leg | Second Leg | Overall Result |
| 18 septembrie 1985 | 2 octombrie 1985   | Cup Winners Cup (1st Round)       | Steaua Roșie Belgrad     | 0:2 (A)   | 2:2 (H)    | 2:4            |
| 7 septembrie 1988  | 5 octombrie 1988   | Cupa UEFA (1st Round)             | 1. FC Lokomotive Leipzig | 0:3 (H)   | 0:4 (A)    | 0:7            |
| 18 august 1993     | 1 septembrie 1993  | Champions League (Qualification)  | Omonia Nicosia           | 1:2 (A)   | 2:0 (H)    | 3:2            |
| 15 septembrie 1993 | 29 septembrie 1993 | UEFA Champions League (1st Round) | AC Milan                 | 0:1 (H)   | 0:0 (A)    | 0:1            |
| 9 august 1994      | 23 august 1994     | Cupa UEFA (Qualification)         | NK Mura                  | 1:0 (H)   | 1:0 (A)    | 2:0            |
| 13 septembrie 1994 | 27 septembrie 1994 | Cupa UEFA (1st Round)             | CS Marítimo Funchal      | 0:0 (H)   | 0:1 (A)    | 0:1            |
| 6 august 1996      | 20 august 1996     | Cupa UEFA (Qualification)         | FC Lantana Tallinn       | 4:0 (H)   | 0:2 (A)    | 4:2            |
| 10 septembrie 1996 | 24 septembrie 1996 | UEFA Cup (1st Round)              | Brøndby IF               | 0:5 (A)   | 0:2 (H)    | 0:7            |

## Jucători notabili
| - Hocine Achiou - Djamel Mesbah - Harutyun Vardanyan - David Zdrilic - Emanuel Pogatetz - Alain Gaspoz - Didi - Ratinho - Petar Aleksandrov - Ivo Georgiev - Wilfried Hannes - Werner Olk - Roberto Di Matteo - Mario Mutsch - Jeff Saibene - Saša Ćirić - Wynton Rufer - Marek Citko | - Cezary Kucharski - Daniel Oprița - Mark Fotheringham - Goran Antić - Rainer Bieli - Sven Christ - Philipp Degen - Patrick de Napoli - Mario Eggimann - Fabrice Ehret - Heinz Hermann - Andreas Hilfiker - Gökhan Inler - Stephan Keller - Ciriaco Sforza - Pascal Zuberbühler - Serhiy Skachenko |

## Antrenori
| - 1933–1934 Fritz Kerr - 1934–1935 Hammerlindl - 1934–1935 Josef Stocker - 1934–1935 Rudolf Kiss - 1935–1936 Karl Schrenk - 1936–1938 Bela Volentik - 1938–1939 A. Sutter - 1939–1939 Fritz Heine - 1939–1940 Fritz Kerr - 1940–1941 Fritz Heine - 1941–1942 Walter Suter - 1942–1943 Fritz Heine - 1943–1946 Franz Sobotka - 1946–1948 Emil Ludwig - 1948–1950 Richard Longrin - 1950–1951 H. Schneeberger - 1950–1951 Urs Weber - 1950–1951 Werner Schaer - 1951–1953 Walter Presch - 1953–1953 Otto Imhof - 1953–1954 Hermann Czischek - 1954–1955 Fritz Kerr - 1955–1956 Max Isler - 1956–1958 Armin Scheurer - 1958–1959 Willy Macho - 1959–1960 Otto Imhof - 1960–1962 Horst Schulz - 1962–1962 Herbert Schauer - 1962–1965 Alfred Coppi Beck - 1965–1965 Herbert Schauer - 1965–1967 Ernst Bürgler - 1967–1970 Paul Stehrenberger | - 1970–1972 Werner Olk - 1972–1973 Georges Sobotka - 1973–1975 Srdjan Cebinac - 1975–1977 René Tschui - 1977–1982 Paul Stehrenberger - 1982–1982 Paul Stehrenberger and Paul Fischli - 1982–1984 Zvezdan Cebinac - 1984–1988 Ottmar Hitzfeld - 1988–1989 Hubert Kostka - 1989–1990 Wolfgang Frank - 1990–1991 Roger Wehrli - 1991–1992 Alfred Strasser - 1992–1995 Rolf Fringer - 07/1995 – 09/1998 Martin Trümpler - 09/1998 – 03/1999 Alfred Strasser - 03/1999 – 05/2000 Jochen Dries - 05/2000 – 05/2002 Rolf Fringer - 05/2002 – 01/2004 Alain Geiger - 01/2004 – 08/2004 Martin Rueda - 08/2004 – 12/2005 Andy Egli - 12/2005 – 05/2006 Alain Geiger - 05/2006 – 10/2006 Urs Schönenberger - 10/2006 – 01/2007 Ruedi Zahner - 01/2007 – 05/2007 Ryszard Komornicki - 05/2007 – 06/2007 Gilbert Gress - 07/2007 – 06/2009 Ryszard Komornicki - 06/2009 – 10/2009 Jeff Saibene - 10/2009 – 04/2010 Martin Andermatt - 04/2010 – 05/2010 Ranko Jakovljevic - 05/2010 – 05/2010 Alfred Strasser - 06/2010 – 04/2011 Ranko Jakovljevic - 04/2011 – present René Weiler |